# Anita Björk
Pour les articles homonymes, voir Björk (homonymie).
Anita Barbro Kristina Björk, née le 25 avril 1923 à Tällberg (Commune de Leksand, Comté de Dalécarlie) et morte le 24 octobre 2012 à Stockholm, est une actrice suédoise.

## Biographie

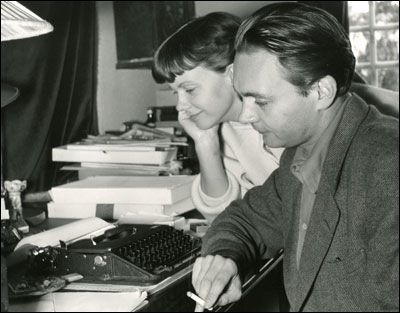
Vers 1950, avec Stig Dagerman

Au théâtre, Anita Björk débute en 1943 au Théâtre dramatique royal (Kungliga Dramatiska Teatern, abrégé Dramaten, en suédois), où elle a interprété une centaine de rôles jusqu'en 2000, dans des pièces de William Shakespeare, August Strindberg, Jean Anouilh, Euripide, entre autres.
Au cinéma, dès 1942, elle participe à des films majoritairement suédois, dont plusieurs dirigés par Gustaf Molander ou Alf Sjöberg.
À la télévision, à partir de 1955, elle tourne des téléfilms, réalisés notamment par Ingmar Bergman (elle avait déjà participé à l'un de ses films en 1952 et le retrouvera aussi, comme metteur en scène, au théâtre), ainsi que dans trois séries.

### Famille
En 1953, Anita Björk épouse l'écrivain suédois Stig Dagerman. Il se suicide l'année suivante.

## Filmographie partielle

### au cinéma

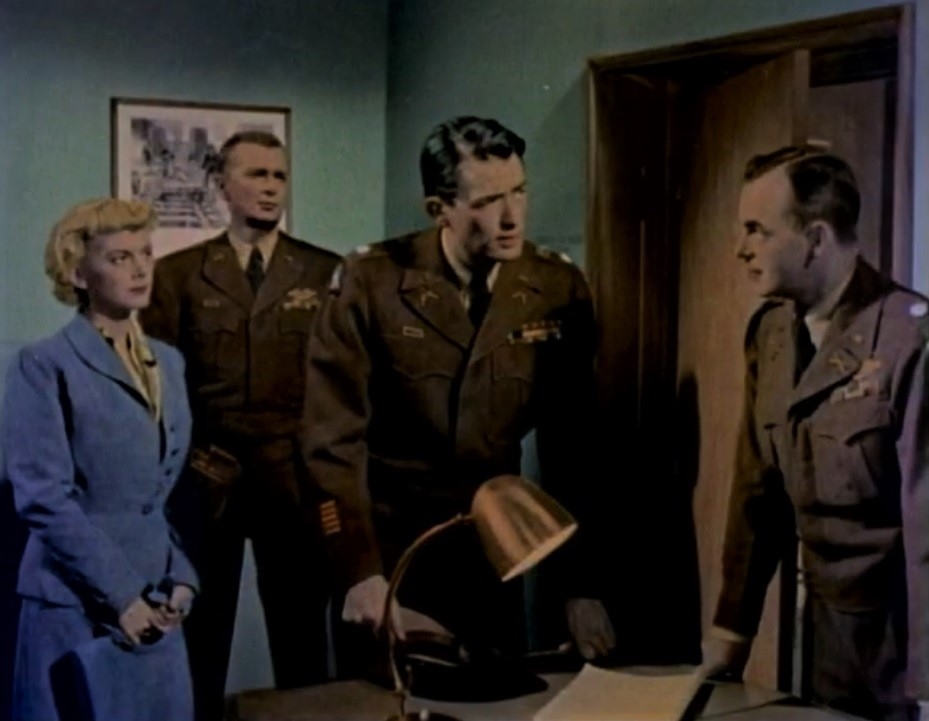
Anita Björk, Buddy Ebsen, Gregory Peck et Hugh McDermott (de g. à d.), dans Les Gens de la nuit (1954)

- 1942 : Le Chemin du ciel (Himlaspelet) d'Alf Sjöberg
- 1944 : Ne compter que les moments heureux (Räkna de lyckliga stunderna blott) de Rune Carlsten
- 1945 : 100 accordéons et une fille (100 dragspel och en flicka) de Ragnar Frisk
- 1946 : Un invité va venir (Det kom en gäst) d'Arne Mattsson
- 1947 : La Femme sans visage (Kvinna utan ansikte) de Gustaf Molander
- 1947 : Pas de retour possible (Ingen väg tillbaka) de Edvin Adolphson
- 1948 : På dessa skuldror de Gösta Folke
- 1949 : Människors rike de Gösta Folke
- 1950 : Kvartetten som sprängdes de Gustaf Molander
- 1951 : Mademoiselle Julie (Fröken Julie) d'Alf Sjöberg
- 1952 : L'Attente des femmes (Kvinnors väntan) d'Ingmar Bergman
- 1952 : Han glömde henne aldrig de Robert Spafford et Sven Lindberg
- 1953 : La Sorcière (Die hexe) de Gustav Ucicky
- 1954 : Les Gens de la nuit (Night People) de Nunnally Johnson
- 1955 : Giftas d'Anders Henrikson
- 1955 : Le Trompette (Der Cornet - Die Weise von Liebe und Tod) de Walter Reisch
- 1956 : Moln över Hellesta de Rolf Husberg
- 1956 : Sången om den eldröda blomman de Gustaf Molander
- 1957 : Gäst i eget hus de Stig Olin
- 1957 : La Femme vêtue de noir (Damen i svart) d'Arne Mattsson
- 1958 : La Charrette fantôme (Körkarlen) d'Arne Mattsson
- 1958 : Le Mannequin en rouge (Mannekäng i rött) d'Arne Mattsson
- 1959 : Tärningen är kastad de Rolf Husberg
- 1960 : Goda vänner, trogna grannar de Torgny Anderberg
- 1961 : La Nuit des otages (Насиље на тргу) de Leonardo Bercovici
- 1962 : Vita frun d'Arne Mattsson
- 1964 : Les Amoureux (Alskande par) de Mai Zetterling
- 1966 : Utro d'Astrid Henning-Jensen
- 1967 : Tofflan de Torgny Anderberg
- 1968 : Komedi i Hägerskog de Torgny Anderberg
- 1969 : Ådalen '31 de Bo Widerberg
- 1979 : L'Héritage (Arven) d'Anja Breien
- 1981 : Forfølgelsen d'Anja Breien
- 1986 : Amorosa de Mai Zetterling
- 1991 : Les Meilleures Intentions (Den goda viljan) de Bille August
- 1998 : Sanna ögonblick de Lena Koppel et Anders Wahlgren

### à la télévision
(téléfilms)
- 1992 : La Marquise de Sade (Markisinnan de Sade) d'Ingmar Bergman
- 1996 : Entretiens privés (Enskilda samtal) de Liv Ullmann
- 1997 : En présence d'un clown (Larmar och gör sig till) d'Ingmar Bergman
- 2000 : Bildmakarna d'Ingmar Bergman

## Théâtre (à Stockholm)
(sélection de pièces jouées au 'Dramaten')
- 1943 : The Marquise (Markisinnan) de Noël Coward
- 1943 : Les Trois Mousquetaires (De tre musketörerna), adaptation du roman éponyme d'Alexandre Dumas, avec Eva Dahlbeck, Göran Gentele, Ulf Palme, Mai Zetterling
- 1945 : Asmodée (Asmodeus) de François Mauriac, avec Mimi Pollak
- 1946 : Homme et Surhomme (Man and Superman - Mannen och hans överman en suédois) de George Bernard Shaw, avec Renée Björling, Stig Järrel
- 1947 : The Iceman Cometh (Si, iskarlen kommer !) d'Eugene O'Neill, avec Eva Dahlbeck, Ulf Palme
- 1948 : Les Bonnes (Jungfruleken) de Jean Genet, mise en scène par (et avec) Mimi Pollak
- 1948-1949 : Réunion de famille (The Family Reunion - Släktmötet en suédois) de T. S. Eliot, mise en scène d'Alf Sjöberg, avec Renée Björling, Mimi Pollak, Max von Sydow
- 1949 : Leka med elden d'August Strindberg, mise en scène de Mimi Pollak, avec Gunnar Björnstrand, Renée Björling
- 1949 : Les Mains sales (Smutsiga händer) de Jean-Paul Sartre
- 1949 : La Belle Marinière  (Bröllopet på Seine) de Marcel Achard, mise en scène de Mimi Pollak, avec Maj-Britt Nilsson
- 1949 : Ardèle ou la Marguerite (Älskar - älskar inte…) de Jean Anouilh, mise en scène de Mimi Pollak, avec Ingrid Thulin
- 1950 : Brand de Henrik Ibsen, avec Jarl Kulle, Max von Sydow
- 1950 : Cocktail Party (Cocktailparty) de T. S. Eliot, avec Gunnar Björnstrand, Allan Edwall
- 1951 : Les Frères Karamazov (Bröderna Karamasov) de Fiodor Dostoïevski, avec Max von Sydow
- 1951 : L'Invitation au château (Dans under stjärnorna) de Jean Anouilh, avec Mimi Pollak (également metteur en scène), Ingrid Thulin, Renée Björling
- 1952 : Colombe de Jean Anouilh, mise en scène de Mimi Pollak, avec Allan Edwall, Jarl Kulle
- 1952 : Pygmalion de George Bernard Shaw, mise en scène d'Alf Sjöberg, avec Lars Hanson, Renée Björling
- 1953 : Roméo et Juliette (Romeo and Juliet - Romeo och Julia en suédois) de William Shakespeare, mise en scène d'Alf Sjöberg, avec Allan Edwall, Jarl Kulle
- 1954 : L’Orestie (Orestien) d'Eschyle, avec Renée Björling, Jarl Kulle
- 1958 : Dom Juan ou le Festin de Pierre (Don Juan eller Stengästen) de Molière, avec Jarl Kulle, Mona Malm
- 1959 : La Valse des toréadors (Toreadorvalsen) de Jean Anouilh, mise en scène de Mimi Pollak
- 1960 : Les Séquestrés d'Altona (Fångarna i Altona) de Jean-Paul Sartre, mise en scène d'Alf Sjöberg, avec Lars Hanson, Max von Sydow
- 1961 : Yerma de Federico García Lorca, avec Eva Dahlbeck, Max von Sydow
- 1964 : Comme il vous plaira (As you Like it - Som ni behagar en suédois) de William Shakespeare, avec Bibi Andersson, Allan Edwall, Erland Josephson, Mona Malm
- 1964 : Après la chute (After the Fall - Efter syndafallet en suédois) d'Arthur Miller, avec Bibi Andersson, Max von Sydow
- 1966 : Rannsakningen de Peter Weiss, mise en scène d'Ingmar Bergman, avec Erland Josephson
- 1966 : Marie Stuart (titre original et suédois : Maria Stuart) de Friedrich von Schiller, mise en scène d'Ulf Palme
- 1968 : La Puce à l'oreille (Leva Loppan) de Georges Feydeau, mise en scène de Mimi Pollak
- 1968 : La Tempête (The Tempest - Stormen en suédois) de William Shakespeare
- 1969 : Les Trois Sœurs (Tre systrar) d'Anton Tchekhov
- 1971 : Roméo et Juliette (Romeo and Juliet - Romeo och Julia en suédois) de William Shakespeare, reprise
- 1977 : Médée (Medea) d'Euripide
- 1979 : Mesure pour mesure (Measure for Measure - Lika för Lika en suédois) de William Shakespeare
- 1986 : L'Orchestre (Damorkestern) de Jean Anouilh
- 1989 : Madame de Sade (Markisinnan de Sade) de Yukio Mishima, mise en scène d'Ingmar Bergman, avec Marie Richardson
- 1995 : Savannah Bay de Marguerite Duras
- 1996 : Les Bacchantes (Backanterna) d'Euripide, mise en scène d'Ingmar Bergman, avec Erland Josephson
- 1998 : Bildmakarna de Per Olov Enquist, mise en scène d'Ingmar Bergman